# همه و همه‌چیز
همه و همه چیز نام سه‌گانه‌ای ساخته از ده کتاب است که جورج ایوانویچ گورجیف نوشته‌است. ده کتاب سپس به سه سلسله مقوله‌بندی شدند:
1. قصه‌های بلزباب برای نوه‌اش
2. ملاقات با مردمان برجسته
3. زندگی واقعی است، تنها زمانی‌که «من هستم»

طرح کلی شکل و درونمایهٔ همه و همه‌چیز نسختین بار از سوی گورجیف در کتابش به نام نوید فرارسیدن خوبی به چاپ رسید.

## هدف
در شناساگری برای همه و همه‌چیز که در سرآغاز هر بخش از سه‌گانه چاپ شده، گورجیف هدف خود را در انتشار این متن‌ها بیان می‌کند:
سلسلهٔ نخست: سه کتاب با نام نقد عینی و بی‌طرفانهٔ زندگی مردم (انسان) نوین، یا قصه‌های بلزباب برای نوه‌اش.
سلسلهٔ دوم: سه کتاب با نام مشترک ملاقات با مردمان برجسته.
سلسلهٔ سوم: چهار کتاب با نام مشترک زندگی واقعی است، تنها زمانی که «من هستم».
تمامی این آثار بر پایهٔ اصول تازهٔ خردورزی منطقی نوشته شده و به شدت در جهت حل سه پرسش حیاتی زیر رهبری شده‌است:
سلسلهٔ اول: نابودکردن سنگدلانه و بدون کمترین مصالحهٔ باورها و دیدگاهها در بارهٔ هر چیزی که در دنیاست و سده‌ها در اندیشه‌ورزی و احساس‌های خواننده ریشه دوانده‌است.
سلسلهٔ دوم: آشنا کردن خواننده با موادی که برای آفرینش تازه لازم است و اثبات  درستی و سلامت و کیفیت خوب آن.
سلسلهٔ سوم: کمک به پدید آمدن بازنمودی سنجش‌پذیر و غیرخیالی از دنیایی که در واقعیت در اندیشه‌ورزی و احساس‌های خواننده هستی دارد و نه دنیایی اوهامی که اینک درک و دریافت می‌کند.